# Cadmiumvergiftung
Cadmium kommt natürlich im menschlichen Körper vor, welcher auch Werkzeuge hat, es zu binden. Da bislang keine physiologische Bedeutung bekannt ist und es toxisch wirkt, spricht man nach übermäßiger Aufnahme von Cadmiumvergiftung. Ein Cadmiummangel ist hingegen unbekannt. Cadmium kommt in der Natur häufig zusammen mit Zink vor, wird in den menschlichen Körper über den Mund (oral) in Form wasserlöslicher Cadmiumsalze oder elementar über die Atemluft (Inhalation) aufgenommen und bleibt dann lange in ihm.
Die akute Cadmiumvergiftung wurde 1858 erstbeschrieben, nachdem vorher davon ausgegangen worden war, dass sich ein Mensch mit Cadmium nicht vergiften könne.
Die „chronische Kadmiumvergiftung mit oft tödlichem Ausgang“ wird auch als Itai-Itai-Krankheit (japanisch イタイイタイ病 Itai-Itai-byō, wörtlich: „Aua-Aua-Krankheit“ wegen der starken Schmerzen) bezeichnet. Sie wurde in den 1950er Jahren in der Präfektur Toyama, Japan, erstbeschrieben.
Während die akute Vergiftung eher mit Verätzungen, auch der Magenschleimhaut, sowie heftigem Erbrechen einhergeht, zeigt sich die chronische Form eher durch Schmerzen besonders in Rücken und Beinen, Knochenerweichung mit Spontanfrakturen sowie in  Leber- und Nierenschädigungen und Anämie.

## Aufnahme von Cadmium
Cadmium kommt natürlich in der Umwelt in der Regel zusammen mit Zinkspat, Kieselzinkerz und Zinkblende vor, die auf natürliche Prozesse und Quellen wie Vulkanismus oder die Verwitterung von Gestein zurückgehen. Vorkommen zivilisatorischen Ursprungs können unter anderem auf die Begleiterscheinungen von (Metall-)Industrie und Landwirtschaft zurückgeführt werden. So ist Cadmium auch ein unvermeidliches Nebenprodukt bei der Gewinnung und Verarbeitung von Metallen. Auch in Düngern und Pestiziden ist es zu finden. Cadmium besonders aus Böden und Gewässern kann sich sowohl in Pflanzen als auch in Tieren anreichern. In den Körper aufgenommen wird es insbesondere über wasserlösliche Verbindungen (Salze), aber auch über seine Dämpfe, die bei Temperaturen jenseits seines Siedepunktes entstehen, wie etwa denjenigen bei Verbrennungsprozessen.
So wurde auch die Itai-Itai-Krankheit durch Kontaminationen hervorgerufen, die mit industriellem Bergbau einhergingen: Beim Abbau von Silber, Blei, Kupfer und Zink gelangten damals aus den Bergwerken auch größere Mengen Cadmium in die Umwelt und insbesondere den Fluss Jinzū. Das Flusswasser wurde zur Bewässerung der Reisfelder und als Trink- und Waschwasser benutzt, ebenso wurde der Fluss stark befischt. Über die Nahrungskette, vor allem den cadmiumbelasteten Reis und Fisch, gelangte es schließlich in den menschlichen Körper und sammelte sich dort über einen längeren Zeitraum immer weiter an.
Schon unter normalen Umständen wird Cadmium vor allem über die Nahrung aufgenommen. Cadmium enthalten Getreide, Gemüse, Hülsenfrüchte, Kartoffeln, Nüsse und Schokolade, Fleisch, Fisch und Meeresfrüchte, Meeresalgen und Seetang, Nahrungsergänzungsmittel und Pilze. Vegetarier, die große Mengen Getreide, Nüsse, Ölsamenprodukte und Hülsenfrüchte verzehren, nehmen damit doppelt so viel Cadmium auf wie die Normalbevölkerung. Auch über Tabakrauch und Hausstaub wird es aufgenommen.
Die vorläufig tolerierbare monatliche Einnahmemenge (PTMI) wird derzeit von der WHO bei monatlich 25 Mikrogramm Cadmium pro Kilogramm Körpergewicht angenommen. Es wird davon ausgegangen, dass durchschnittliche Erwachsene monatlich je etwa 2,2 bis 12 Mikrogramm Cadmium pro Kilogramm Körpergewicht aufnehmen. Überdurchschnittlich ist die Aufnahme bei Kindern bis 12 Jahre, was auf ihren erhöhten Konsum von Kakao zurückgeführt wird, und bei Vegetariern. Wobei beide Gruppen noch unter dem von der WHO festgelegten Grenzwert liegen.
Ähnlich der WHO geht auch die EFSA von einer durchschnittlichen Cadmiumaufnahme bei erwachsenen Europäern von wöchentlich zwischen 2,3 und 3,0 Mikrogramm pro Kilogramm Körpergewicht aus, senkte mittlerweile aber zugleich die festgelegte tolerierbare wöchentliche Aufnahmemenge (TWI) auf 2,5 Mikrogramm pro Kilogramm Körpergewicht. So werden bei Vegetariern, Kindern, Rauchern und Menschen, die in hoch belasteten Gebieten leben, die Grenzwerte der EFSA bis zum Zweifachen überschritten (obgleich die angenommene Belastung mit derjenigen von der WHO angegebenen korreliert). Das Risiko nachteiliger Auswirkungen bliebe laut EFSA dennoch sehr gering.
Politisch wurden und werden Richt- und Grenzwerte für Lebens- und Düngemittel festgesetzt. So gilt in der Europäischen Union nicht nur für die Nahrung sensibler Gruppen wie für Kinder seit langem ein Verkehrsverbot für Lebensmittel, die einen bestimmten Grenzwert dieses Kontaminats überschreiten: Es gelten Höchstgrenzen beispielsweise für Leber von 0,5, für Muscheln und viele Pilze von 1, für Seetang von 3, für Weizenkörner von 0,2 und seit Januar 2019 für Kakaopulver von 0,6 mg/kg Frischgewicht.

## Physiologie
Cadmium kommt in einer geringen Menge von insgesamt etwa 30 Milligramm im menschlichen Körper vor. In den Körper gelangen kann es durch Inhalation von Cadmium-Dämpfen oder oral durch Aufnahme löslicher Cadmiumsalze. Wird dadurch diese Menge im Körper überschritten, kommt es zum Auftreten der Zeichen einer Vergiftung. Grundsätzlich ist zwischen akuten und chronischen Intoxikationen zu unterscheiden.
Der menschliche Körper besitzt ein Metallothionein, das überschüssiges Cadmium binden kann. Seine Bildung wird durch Cadmium angeregt.

## Klinische Erscheinung
Typisch sind Glukos- und Proteinurie, eine metabolische Azidose, ein Anstieg der Phosphatasen und ein Abfall der Phosphate im Serum.

### Chronische Vergiftung (Itai-Itai-Krankheit)
Eine langfristig vermehrte Aufnahme von Cadmium führt zu Schädigungen der Nieren, gilt als Risikofaktor für Tumorerkrankungen und behindert die Aufnahme von Calcium aus der Nahrung, was eine Ausdünnung der Knochensubstanz (Osteopenie) bewirkt. So zeigten auch die an Itai-Itai Erkrankten Nierenschäden, Verformungen des Skeletts und Knochenbrüche.

## Auswirkungen
Cadmium akkumuliert in der Niere und schädigt sie, so dass glomerulär filtrierte Proteine tubulär nicht rückresorbiert und deswegen mit dem Harn ausgeschieden werden. So wird auch Calcium nicht in ausreichendem Maße tubulär rückresorbiert und deswegen vermehrt renal ausgeschieden. Gleichzeitig bedingt Cadmium im Darm die verminderte Resorption des Calciums, das unabdingbar für den Knochenbau ist. Um diese Verluste zu kompensieren, wird nun vermehrt Calcium aus den Knochen mobilisiert, was zu spröden Knochen und damit zur Osteoporose führt.

## Ähnliche Krankheiten
Eine chronische Vergiftung durch Quecksilber ist der Auslöser für die Minamata-Krankheit, Blei kann zu einer Bleivergiftung führen.